# Desa Sumbersari (administrativ by i Indonesien, Jawa Timur, lat -8,18, long 113,31)
Desa Sumbersari (indonesiska: Sumbersari) är en administrativ by i Indonesien.   Den ligger i provinsen Jawa Timur, i den västra delen av landet, 700 km öster om huvudstaden Jakarta.